# 문암역 (단천)
문암역(門岩驛)은 조선민주주의인민공화국 함경남도 단천시에 있는 철도역이다.

## 연혁
- 일자 불명: 영업 개시